# Ugandana bayoni
Ugandana bayoni är en insektsart som först beskrevs av Schmidt 1911.  Ugandana bayoni ingår i släktet Ugandana och familjen Caliscelidae. Inga underarter finns listade i Catalogue of Life.